# 奈良家庭裁判所
奈良家庭裁判所（ならかていさいばんしょ）は、奈良県奈良市にある日本の家庭裁判所の一つで、奈良県を管轄している。略称は、奈良家裁（ならかさい）。葛城、五條に支部を、吉野に出張所を置いている。
本庁は奈良地方裁判所本庁と奈良簡易裁判所、葛城支部は奈良地方裁判所葛城支部と葛城簡易裁判所、五條支部は奈良地方裁判所五條支部と五條簡易裁判所、吉野出張所は吉野簡易裁判所とそれぞれ併設されている。

## 所在地
- 本庁：奈良県奈良市登大路町35　北緯34度41分6.2秒 東経135度49分50.3秒 / 北緯34.685056度 東経135.830639度
近鉄奈良線 近鉄奈良駅1番出口から東方向へ約200m
- 葛城支部：奈良県大和高田市大字大中101-4　北緯34度30分57秒 東経135度44分10.5秒 / 北緯34.51583度 東経135.736250度
近鉄大阪線 大和高田駅から南西方向へ大和高田市役所の前まで徒歩約15分
JR和歌山線, 桜井線 高田駅西口から西方向へ徒歩約8分
- 五條支部：奈良県五條市新町3丁目3-1　北緯34度21分0.5秒 東経135度41分24.4秒 / 北緯34.350139度 東経135.690111度
JR和歌山線 五条駅から南西方向へ徒歩約20分
- 吉野出張所:奈良県吉野郡大淀町下渕350-1　北緯34度23分1.3秒 東経135度47分0.9秒 / 北緯34.383694度 東経135.783583度
近鉄吉野線 下市口駅から南東方向へ徒歩約10分

## 管轄
- 本庁
  - 奈良市、大和郡山市、生駒市、天理市、桜井市、生駒郡、山辺郡
- 葛城支部
  - 大和高田市、橿原市、香芝市、葛城市、御所市、宇陀市、北葛城郡、高市郡、磯城郡、宇陀郡、吉野郡（東吉野村）
- 五條支部
  - 五條市、吉野郡（十津川村、野迫川村、大淀町、下市町、黒滝村、天川村、吉野町、川上村、上北山村、下北山村）

※ただし、行政事件は本庁で、五條支部管内の合議事件は葛城支部でそれぞれ取り扱う。

## 歴代所長
（任期の後ろは後職）
奈良地方裁判所長と兼任
- 金谷利廣（1991年 - 1993年9月 最高裁判所事務総長）
- 中田耕三（1993年9月 - ）
- 中田昭孝（2000年3月 - 2001年1月 京都地方裁判所所長）
- 今井俊介（2001年1月 - 2003年1月 大阪高等裁判所部総括判事）
- 若林諒（2003年1月 - 2003年10月31日 大阪高等裁判所部総括判事）
- 中路義彦（2004年11月1日 - 2006年10月 大阪高等裁判所部総括判事）
- 前田順司（2006年10月 - 2008年10月 神戸地方裁判所長）
- 上垣猛（2008年10月 - 2010年2月 大阪高等裁判所部総括判事）
- 田中澄夫（2010年2月 - 2011年8月 大阪高等裁判所部総括判事）
- 上田昭典（2011年8月 - 2014年1月 定年退官）
- 中川博之（2014年1月 - 2015年11月 大阪高等裁判所部総括判事）